# Luis Videla Salinas
Luis Videla Salinas (Santiago, 14 de noviembre de 1889 - 24 de abril de 1994). Profesor, abogado y político socialista chileno. Hijo de Luis Arturo Videla Gallo y de Susana del Carmen Salinas Valdivia. Casado en Viña del Mar, con Livia Stefoni Venegas (1916).

## Actividades Profesionales
Educado en el Colegio San Ignacio y cursó Pedagogía en Literatura, en el Instituto Pedagógico de la Universidad de Chile, donde se tituló de profesor en 1914.
Se desempeñó como profesor en el Instituto Nacional y en la Universidad de Chile (1922-1930).

## Actividades Políticas
Militante del Partido Socialista. Fue elegido Diputado por la 7.ª agrupación departamental, el 3.er. Distrito Metropolitano:  Puente Alto (1937-1944), integrando la comisión permanente de Educación.
Reelecto Diputado, esta vez por la 10.ª agrupación departamental de San Fernando y Santa Cruz (1941-1945), integrando la comisión permanente de Asistencia Médico-Social e Higiene.
En 1944 pasó a formar parte del Partido Socialista Auténtico, una vez disuelto, en 1949, regresó al Partido Socialista de Chile.

## Otras Actividades
Fue Director de una Sociedad Constructora de Establecimientos Educacionales (1950).
Fue autor de las obras: “Su actuación parlamentaria y su labor en beneficio de la Provincia de Colchagua” y “La necesidad de la educación física en la Universidad”.